# Пиер I (херцог на Бретан)
Пиер I Моклерк дьо Дрьо (на френски: IPierre I de Dreux dit Mauclerc; * 1191, Франция; † 6 юли 1250, Египет) е херцог на Бретан (27 януари 1213 – 1237), граф на Пентиевър (1230 – 1237), граф на Ричмънд (6 януари 1219 – ноември 1224; октомври 1229 – януари 1235).

## Произход и брак
Той е втори син на Робер II, граф дьо Дрьо и дьо Брюин, и втората му съпруга, Йоланда дьо Куси, основател на бретанския клон на Дом на Дрьо.
Пиер I е втори братовчед на френския крал Луи VIII . Въпреки кралския си произход, като представител на по-младия клон, Пиер няма големи перспективи. Но кралят на Франция се нуждаеше от лоялен владетел на Бретан и затова Луи жени Пиер за наследницата на херцогството.

## Управление

### Пиер I Моклерк и църквата
Пиер I по време на управлението си успява да извади Бретан от влиянието както на Англия, така и на Франция. Той се опита да укрепи херцогската власт, като отслаби властта на бретонските епископи. За това той получава прякора си Моклерк.

През 1217 г. Пиер дьо Дрьо започва борба за власт с епископа на Нант.
Той позволява на служителите си да ограбват и опожаряват владенията на епископите, да заграбват земите и доходите, да пленяват свещеници, да ги малтретират и дори да ги измъчват. Епископът и неговият капитул, принудени да напуснат Бретан, търсят убежище в съседни епархии.

За такава политика той многократно е отлъчван от местните епископи, а от 1218 до 28 януари 1220 г. е отлъчен от папа Хонорий III.

### Борба с Луи IX
След смъртта на съпругата си през 1221 г. той става регент на сина си Жан.
През 1226 г. Луи VIII умира и короната преминава към малолетния му син. Големите феодали решават да се възползват от това, като се стремят да отслабят властта на краля. Опозицията срещу Луи IX и майка му Бланш Кастилска е оглавена от Тибо IV, граф Шампан, Пиер Моклерк и Юг X дьо Лузинян, граф дьо Ла Марш. Бароните сключват споразумение с краля на Англия и започват да укрепват своите замъци. Решителните действия на Бланш Кастилска довеждат до факта, че Тибо IV Шампан преминава на страната на Луи IX. И след това графовете на Бретан и Марш са привикани пред парламента и кралския двор. Те отиват, но след сериозни заплахи. Пиер Моклерк подписва споразумение, според което се задължава да омъжи дъщеря си Йоланда за осемгодишния Жан, брат на Луи IX. Но през 1228 г. Пиер Моклерк и Хю X дьо Лузинян, граф на Марш, отново се разбунтуват, призовавайки за прехвърляне на регентството на чичото на краля Филип Юрпел.
Хенри III се намесва във войната и изпраща брат си Ричард на помощ на бароните, но той, разочарован от френските барони, се завръща в Англия. През 1230 г., след пристигането на Хенри III в Сен Мало, Пиер I Бретански полага клетва за вярност. Луи IX обявява херцога на Бретан за свален и сключва примирие с Англия за три години. След края на примирието Пиер I Бретански, не намирайки военна подкрепа от Хенри III, сключва мир с Луи IX, прехвърляйки крепостите Беллема, Сен-Жак-дьо-Беврон и Перие-ан-Перш на краля, а също така обещава да тръгне на кръстоносен поход веднага щом синът му стане пълнолетен.

### Кръстоносни походи
След като прехвърля херцогството на Бретан на сина си Жан I през 1237 г., той тръгва на кръстоносен поход, оставяйки на наследниците си силна херцогска власт, а Бретан – своя изконен символ, хермелина.
Пиер придружава крал Луи IX в кръстоносен поход през 1249 г. и е заловен на 6 април 1250 г., след като е ранен в битката при Мансура. Умира в морето, докато се връща в Западна Европа.

## Фамилия
∞ 1. март 1213/ октомври 1214 г. с Аликс дьо Туар, дъщеря на Ги дьо Туар и втората му съпруга Констанс от Бретан (ок. 1201 – 21 октомври 1221 г.); имат три деца:
- Жан I Рижия (1217 – 8 октомври 1286) херцог на Бретан (1237 – 1286) и граф на Ричемонт през 1268 г.
- Йоланда (1218 – 10 октомври 1272), съпруга (до 19 октомври 1226) на Хенри III от Англия; съпруга (март 1227) на Жан, граф Анжу (1217 – 1232); съпруга (1231)на Тибо IV от Шампан; съпруга от 1236 г. на Юг дьо Лузинян, син на Юг X дьо Лузинян
- Артур (1220 – малко след 1223)

∞ годеж (до 21 юли 1229 г.) с Мария от Лузинян, дъщеря на Хю I Кипър и съпругата му Алиса от Йерусалим (до 1215 – 1251/53). Бракът е забранен от папата, поради 4-та степен на кръвно родство.
∞ 2. ок. 1230 г. с Никол († февруари 1232 г.); имат един син:
- Оливър дьо Брюне дьо Машекул (Braine de Machecoul) (1231 – 1279), лорд Машекул (Machecoul); 1-ва съпруга: от 1250 г. маркиза от Кош (Кош); 2-ра съпруга: от 1269 г. Юстахия (Eustace), дъщеря на Андре, барон Витри, основател на семейството на възрастните Мачекул (Machecoul)

∞ 3. пр. януари 1236 г. с Маргарет, вдовица на Хю от Туар